# Leporella fimbriata
Leporella fimbriata är en enhjärtbladiga växtart som först beskrevs av John Lindley, och fick sitt nu gällande namn av Alexander Segger George. Leporella fimbriata ingår i släktet Leporella, och familjen orkidéer. Inga underarter finns listade i Catalogue of Life.